# 湿生金锦香
湿生金锦香（学名：Osbeckia paludosa）是野牡丹科金锦香属的植物。分布在泰国以及中国大陆的西藏、云南等地，生长于海拔500米至2,200米的地区，多生在湿润的草地上和路旁阳处，目前尚未由人工引种栽培。